# 富士通ラーニングメディア
株式会社富士通ラーニングメディア（ふじつうラーニングメディア、英文社名：FUJITSU LEARNING MEDIA LIMITED） は、東京都大田区に本社を置く、富士通グループの人材育成・研修を目的として設立された企業である。略称はFLM。

## 沿革
- 1977年（昭和52年）6月 - 富士通インターナショナルエンジニアリング株式会社を設立。ドキュメントサービス業務、通信電子機器の輸出コンサルティング業務を開始
- 1986年（平成61年）5月 - 株式会社富士通ドキュメントサービスに社名変更。輸出コンサルティング業務を切り離し、技術資料の作成翻訳の専門会社として活動開始
- 1994年（平成6年）6月 - 株式会社富士通ラーニングメディアに社名変更。富士通の研修業務を継承し、ドキュメントソリューションサービスと教育・研修サービスを行う
- 1998年（平成10年）1月 - 子会社『エフエルエムサービス株式会社』（現：株式会社富士通ラーニングメディア・スタッフ）の設立
- 2010年（平成22年）8月 - 子会社『株式会社富士通ラーニングメディア沖縄』の設立
- 2019年（令和元年）5月 - 株式会社FUJITSUユニバーシティを吸収合併
- 2021年（令和3年）4月 - 富士通エフ・オー・エム株式会社の出版事業および関連事業を吸収分割